# میت رامنی

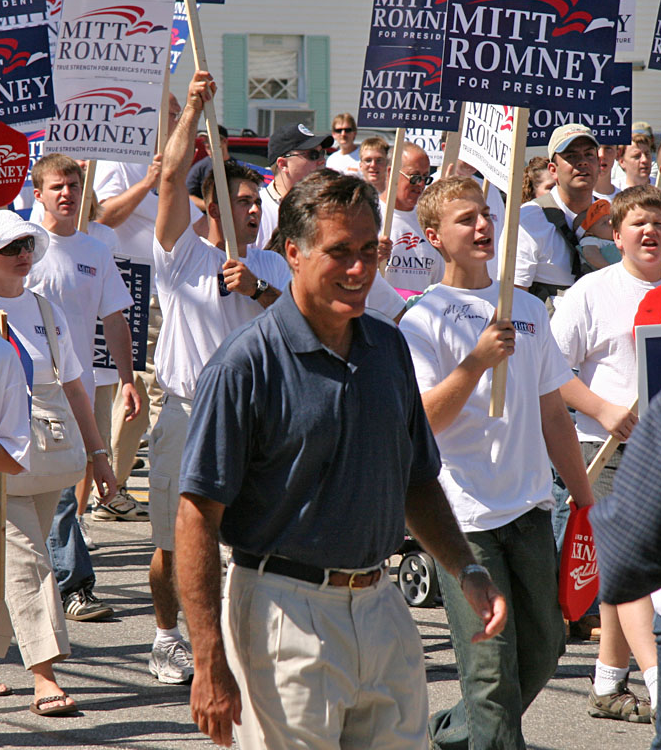
رامنی در گردهمایی کارزار انتخاباتی‌اش

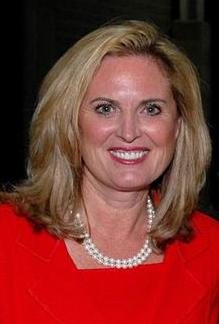
آن، همسر میت رامنی

ویلارد میت رامنی (به انگلیسی: Willard Mitt Romney) (زادهٔ ۱۲ مارس ۱۹۴۷ در دیترویت) مدیر اقتصادی، تاجر، سرمایه‌گذار، سیاستمدار آمریکایی و سناتور جونیور ایالات متحده از یوتا است. رامنی هفتادمین فرماندار ماساچوست از سال ۲۰۰۳ تا ۲۰۰۷ و نامزد حزب جمهوری‌خواه در انتخابات ریاست جمهوری آمریکا در سال ۲۰۱۲ بود.
میت رامنی را والدینش جرج و لنور رامنی در بلومفیلد، میشیگان بزرگ کردند. او از سال ۱۹۶۶، ۲٫۵ سال را به عنوان یک میسیونر مورمون، در فرانسه سپری کرد. در سال ۱۹۶۹ با ان رامنی ازدواج کرد و این دو پنج پسر دارند. تا سال ۱۹۷۱، او در کمپین‌های سیاسی پدر و مادرش شرکت کرده بود. وی مدرک کارشناسی خود را در سال ۱۹۷۱ از دانشگاه بریگهم یانگ، و ام بی ای-جی دی مشترک خود را در سال ۱۹۷۵ از دانشگاه هاروارد دریافت کرد.
رامنی وارد صنعت مشاوره مدیریت شد، و در سل ۱۹۷۷ شغلی در بین اند کمپانی به دست آورد. بعدتر، او که به عنوان مدیر عامل اجرایی مشغول به کار بود این شرکت را به رهایی از یک بحران مالی رهبری کرد. در سال ۱۹۸۴ او یکی از مؤسسان و رهبران شرکت اسپین-آف بین کپیتال شد، که از شرکت‌های سرمایه‌گذاری شدیداً سودده سرمایه‌گذاری خصوصی است که یکی از بزرگ‌ترین شرکت‌های نوع خود در سطح کشور شد. او که در کلیسای عیسی مسیح قدیسان آخرالزمان فعال است، در دوره فعالیت کسب و کاری خود به عنوان اسقف حوزهٔ مذهبی خود و رئیس کلیسای ناحیه خانه‌اش در نزدیکی بوستون فعالیت می‌کرد.
رامنی پس از کناره‌گیری از بین کپیتال و نقش رهبری محلیش در کلیسای قدیسان آخرالزمان، به عنوان نامزد جمهوریخواه در انتخابات سنای ایالات متحده از ماساچوست در سال ۱۹۹۴ شرکت کرد و از تد کندی سناتور وقت شکست خورد. او سپس به شغل خود در بین کپیتال بازگشت. سال‌ها بعد، او ریاست و مدیریت عامل ارشد کمیته سازماندهی بازی‌های المپیک زمستانی ۲۰۰۲ را بر عهده داشت که منجر به شروع مجدد فعالیت سیاسی او شد.
رامنی در سال ۲۰۰۲ به عنوان فرماندار ماساچوست برگزیده شد و قانون اصلاح مراقبت سلامتی ماساچوست را که از نوع خود در کشور اولین بود طراحی و تصویب کرد. این قانون از طریق یارانه‌های ایالتی و الزامات فردی به خرید بیمه دسترسی بیمه سلامتی تقریباً همگانی فراهم آورد. او همچنین از طریق کاستن از هزینه‌ها، افزایش عوارض و بستن راه‌های فرار مالیاتی ابرشرکت‌ها بین ۱٫۲ تا ۱٫۵ میلیارد دلار کسری بودجه را حذف کرد. او در سال ۲۰۰۶ برای دوره مجدد نامزد نشد و در عوض کمپین خود را بر کسب نامزدی حزب جمهوریخواه در سال ۲۰۰۸ موقوف کرد. او رقابت‌های مقدماتی ایالات متعددی را برد ولی نهایتاً نامزدی را به سناتور جان مک‌کین باخت. ثروت خالص او که در سال ۲۰۱۲ بین ۱۹۰ تا ۲۵۰ میلیون دلار تخمین زده می‌شد به او کمک کرد بودجه کمپین‌های سیاسیش را پیش از سال ۲۰۱۲ تأمین کند.
«میت رامنی» در انتخابات ریاست جمهوری آمریکا در سال ۲۰۱۲ رقیب باراک اوباما و نامزد حزب جمهوریخواه بود که از وی شکست خورد.
رامنی پس از تجدید اقامت در یوتا در سال ۲۰۱۸ در انتخابات شرکت کرد و پس از اورین هچ به عنوان سناتور جونیور از یوتا انتخاب شد.

## زندگی
رامنی در سال ۱۹۶۹ با آن دیویس ازدواج کرد. همسر رامنی برخلاف همسر اکثر سیاستمداران، زنی خانه‌دار بوده و دارای پنج فرزند است.

## فرماندار ماساچوست و پسر فرماندار
ویلارد میت رامنی (متولد ۱۹۴۷)، از سال ۲۰۰۲ تا ۲۰۰۶ فرماندار ایالت ماساچوست بود. او در سال ۲۰۰۸ هم کاندیدای ریاست جمهوری شد که البته در نهایت مورد اقبال واقع نشد و سرانجام جان مک کین کاندیدای حزب جمهوریخواه شد.
رامنی در خانواده یک سیاستمدار متولد شد. پدرش، جرج دابلیو رامنی، فرماندار ایالت میشیگان و از سیاستمداران کهنه‌کار آمریکایی بود. رامنی در ایالت میشیگان  بزرگ شد، در رشته بازرگانی تحصیل و دکترایش را در این رشته از دانشگاه هاروارد دریافت کرد. رامنی یکی از بنیانگذاران و مدیران شرکت مالی «بِین کپیتال» است. او در انتخابات سنا در سال ۱۹۹۴ از ایالت ماساچوست کاندیدا شد اما رقابت را به ادوارد ام. کندی باخت. او در سال ۲۰۰۲ جزو برگزارکنندگان المپیک زمستانی در آمریکا بود و مدیریتش این رویداد ورزشی را به تورنمنتی پرسود بدل کرد. او در سال ۲۰۰۲ در انتخابات فرمانداری در ماساچوست پیروز شد ولی در سال ۲۰۰۶ دیگر کاندیدای این پست نشد. او در دوران فرمانداری، از برخی هزینه‌ها کاست و قیمت برخی خدمات را افزایش داد و توانست از این طریق وضعیت اقتصادی ایالت را بهبود ببخشد.
رامنی پس از آنکه نتوانست در انتخابات ریاست جمهوری سال ۲۰۰۸ توفیقی به دست آورد، شروع به نگارش کتابی کرد تحت عنوان: «پوزشی در کار نیست: سرگذشت عظمت آمریکا». او در ۱۱ آوریل سال ۲۰۱۱ اعلام کرد می‌خواهد کاندیدای ریاست جمهوری سال ۲۰۱۲ شود. رامنی در انتخابات نوامبر ۲۰۱۸ به عنوان سناتور ایالات متحده از یوتا انتخاب شد.

## مبلغ مذهبی
رامنی در سال ۱۹۶۶، به عنوان مبلغ مذهبی فرقه مورمون (یکی از فرقه‌های مسیحیت) به فرانسه رفت و ۳۰ ماه در این کشور به تبلیغ فرقه مورمون پرداخت. در واقع او به تاسی از پدر و دیگر اعضای خاندانش به این مأموریت مذهبی رفت، زیرا تبلیغ فرقه مورمون از جمله کارهای موروثی خانواده رامنی بود. او در فرانسه دچار یک حادثه تصادف شد. در این حادثه، سرنشین کناری او جان باخت. البته طبق نظر پلیس، فرد خاطی این تصادف، راننده اتومبیل مقابل بود.

## فعالیت اقتصادی
رامنی که تحصیلاتش در زمینه تجارت بود، کارش را به عنوان مشاور مدیریتی در شرکت «بوستون کانسالتیگ گروپ» آغاز کرد و در سال ۱۹۷۷ به استخدام شرکت «بِین اند کامپانی»، که یک شرکت مشاوره مدیریت بود درآمد. او پله‌های ترقی را به سرعت در این شرکت پیمود و در سال ۱۹۷۸ به سمت معاون مدیرعامل شرکت انتخاب شد. او در سال ۱۹۸۴، شرکتی جدید به نام «بین کپیتال» را تأسیس کرد. این شرکت خصوصی در عرض چند سال به سودی عظیم دست یافت و توانست نام خود را به عنوان یکی از موفقت‌ترین واحدهای مالی کشور مطرح کند. رامنی از طریق این شرکت به ثروتی عظیم دست یافت. در سال ۲۰۰۷، دارایی‌های او و همسرش بالغ بر ۲۵۰ میلیون دلار بود.

## ستاره اقتصادی محافظه کار
رامنی در سال ۲۰۰۸، به عنوان یک تاجر و مدیر موفق وارد کارزار انتخابات شد. او می‌گفت قصد دارد با برنامه‌های مدیریتی جدید، اقتصاد آمریکا را ترمیم کند؛ ولی مشکل حزب جمهوریخواه این بود که میت رامنی در کل خاک آمریکا چهره‌ای چندان شناخته شده نداشت. شاید همین موضوع باعث شد سران حزب جمهوریخواه در نهایت تصمیم بگیرند که جان مک کین را کاندیدای مبارزه با باراک اوباما معرفی کنند. رامنی در سال ۱۹۹۴، با کاندیداتوری در سنا از ایالت ماساچوست وارد کار سیاست شد. او در طول این سال‌ها، رویه‌ای محافظه کارانه داشته و با افزایش سن، بر محافظه کاری اش افزوده شد؛ مثلاً او زمانی از طرفداران سقط جنین بود، ولی پس از چند سال نظرش را تغییر داد و به صورت تلویحی با این امر مخالفت کرد.
همچنین زمانی از طرفداران حقوق همجنس گرایان بود، ولی این موضع اش به تدریج تعدیل شد و از برخی از مواضع گذشته‌اش در این باره کوتاه آمد. به‌طور کلی میت رامنی سیاست‌مداری است که خود را با شرایط اجتماعی سیاسی تطبیق می‌دهد و به جای آنکه روی مواضعی خاص پافشاری کند، اهل تغییر است و نظرش را هر جا حس کرد به نفعش است، تغییر می‌دهد. از این نظر برخی او را به فرصت طلبی و نداشتن مرام سیاسی مستحکم متهم کرده‌اند.

## انتخابات رئیس‌جمهوری آمریکا

### ۲۰۰۸
میت رامنی توانست در ایالت مین از سایر رقبای خود پیشی بگیرد و موفق شد تا در ایالت‌های میشیگان و نوادا به پیروزی برسد. وی نهایتاً توانست در رقابت‌های ««سه‌شنبه فوق‌العاده»، بیشترین آرا را در میان کاندیداتورهای حزب جمهوریخواه در ایالت‌های ماساچوست، داکوتای شمالی، یوتا، مینه سوتا و مونتانا کسب کند.
وی که بعد از رقابت‌های ««سه‌شنبه فوق‌العاده»، از رقیب اصلی‌اش جان مک‌کین عقب افتاد، نهایتاً در تاریخ ۷ فوریه ۲۰۰۸ میلادی از رقابت بر سر تصاحب کاندیداتوری حزب جمهوریخواه آمریکا در انتخابات ریاست جمهوری ایالات متحده آمریکا کنار کشید.

### ۲۰۱۲
میت رامنی سرانجام نامزد جمهوری خواهان برای انتخابات سال ۲۰۱۲ میلادی شد و در این انتخابات از رقیب خود، باراک اوباما شکست خورد.

## وبگاه رسمی
- وبگاه رسمی